# イスラエル海軍博物館
イスラエル海軍博物館は、地中海に面したイスラエル北部の港町ハイファにある、イスラエル海軍に関する展示を行う軍事博物館。正式の英語表記ではClandestine Immigration and Naval Museum（非合法移民及び海軍の博物館）となる。ヘブライ語の名称をアルファベット表記した、Kheil ha-Yam ve-ha-Ha'apala Museumなどの表記も見られる。

## 概要
この博物館は、ハイファの海岸沿いではなく内陸に300メートルほど入ったところに位置し、過去にイスラエル海軍に所属していたコルベット（ミサイル艇）や潜水艦を地上展示している点が特徴的である（喫水線から上ではなく、船体全体を台に載せて展示している）。
これ以外にも、艦載用の火砲や魚雷などを屋外展示しており、屋内ではイスラエル海軍の歴史や、ヨーロッパ各国のユダヤ人をパレスチナに移住させる活動（非合法移民機関、ハ‐モサッド・レ‐アリヤー・ベート）の歴史に関する展示などが行われている。隣接する敷地には、昔の海洋技術について展示したイスラエル国立海洋博物館（Israel National Maritime Museum）がある他、エイラート事件にて沈没した駆逐艦エイラートの残骸の一部を展示したメモリアル・サイトもある。

## 展示品の一例
- INS Gal（ガル級潜水艦） - 艦全体を地上展示
- INS Mivtach（サール2型ミサイル艇） - 艦全体を地上展示
- INS Dakar（T級潜水艦） - 艦体の一部を地上展示
- INS Haifa（ハント級駆逐艦） - 主砲および爆雷投射機を展示。
- ガブリエル対艦ミサイル - ミサイル本体および発射機
- ボフォース 40mm機関砲 - 艦上型だけでなく地上型も展示

このほか、各種の艦砲、機雷、魚雷、対空砲など
展示品の詳細は右記 Wikimedia Commons のリンクも参照下さい。

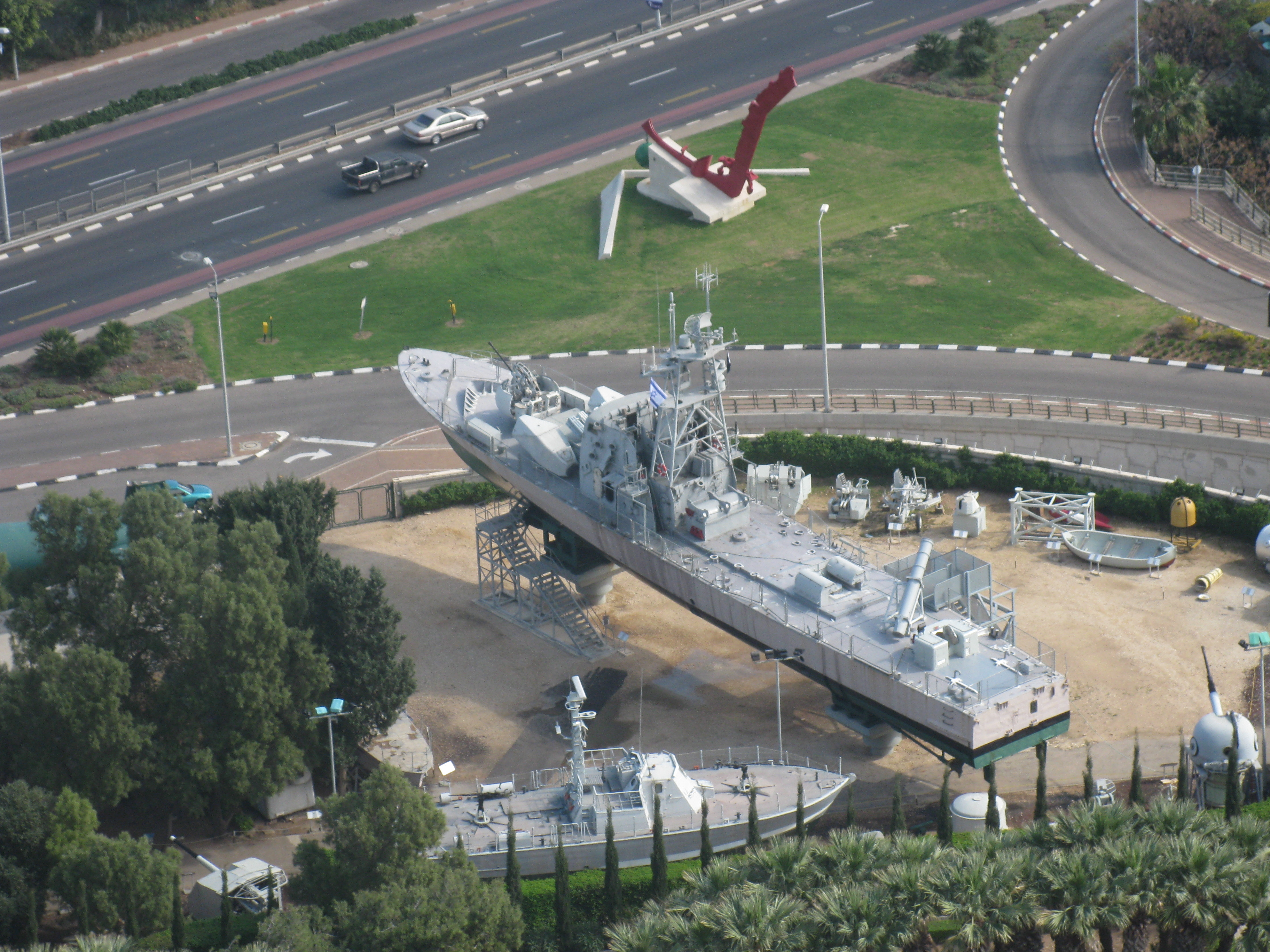
INS Mivtach、上方に見えるのがエイラートの記念碑。
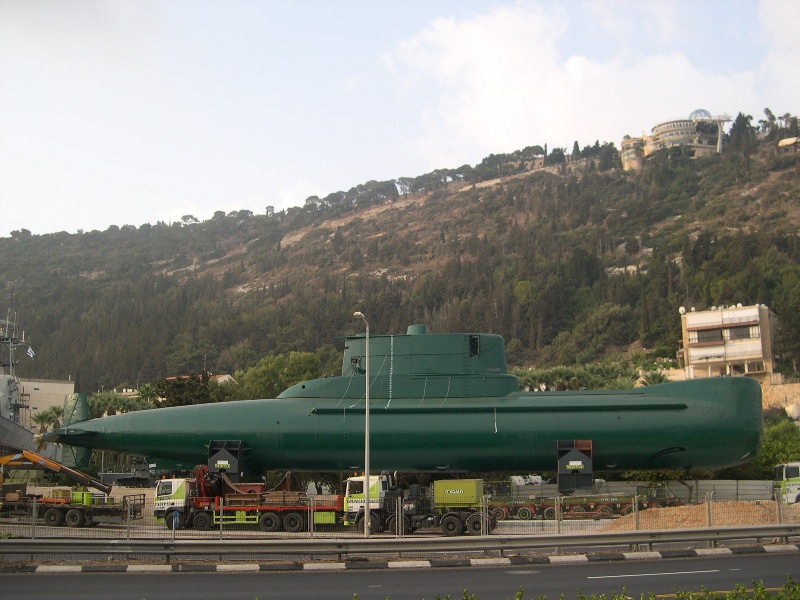
INS Gal 潜水艦
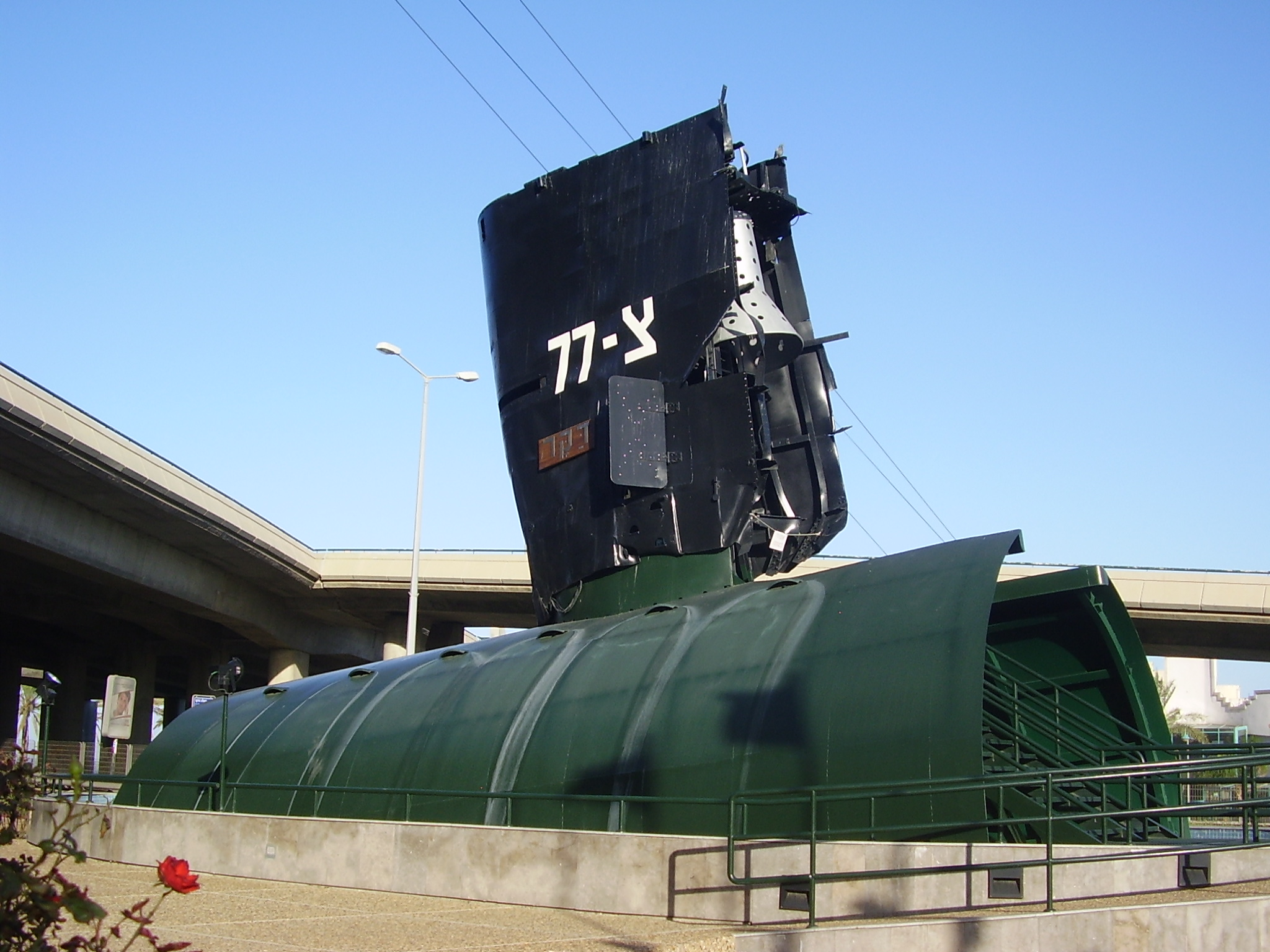
INS Dakar 潜水艦の一部
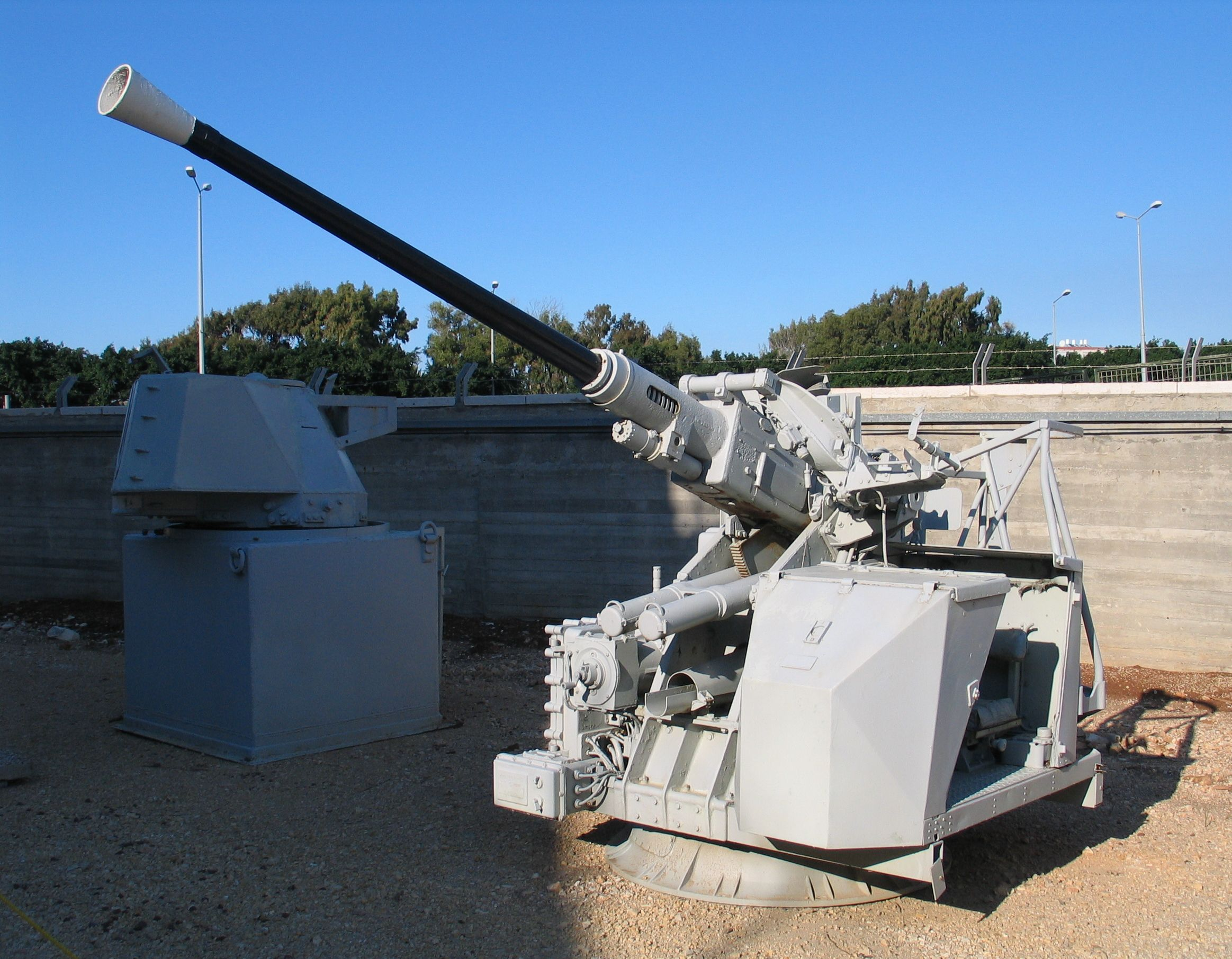
ボフォース 40mm機関砲
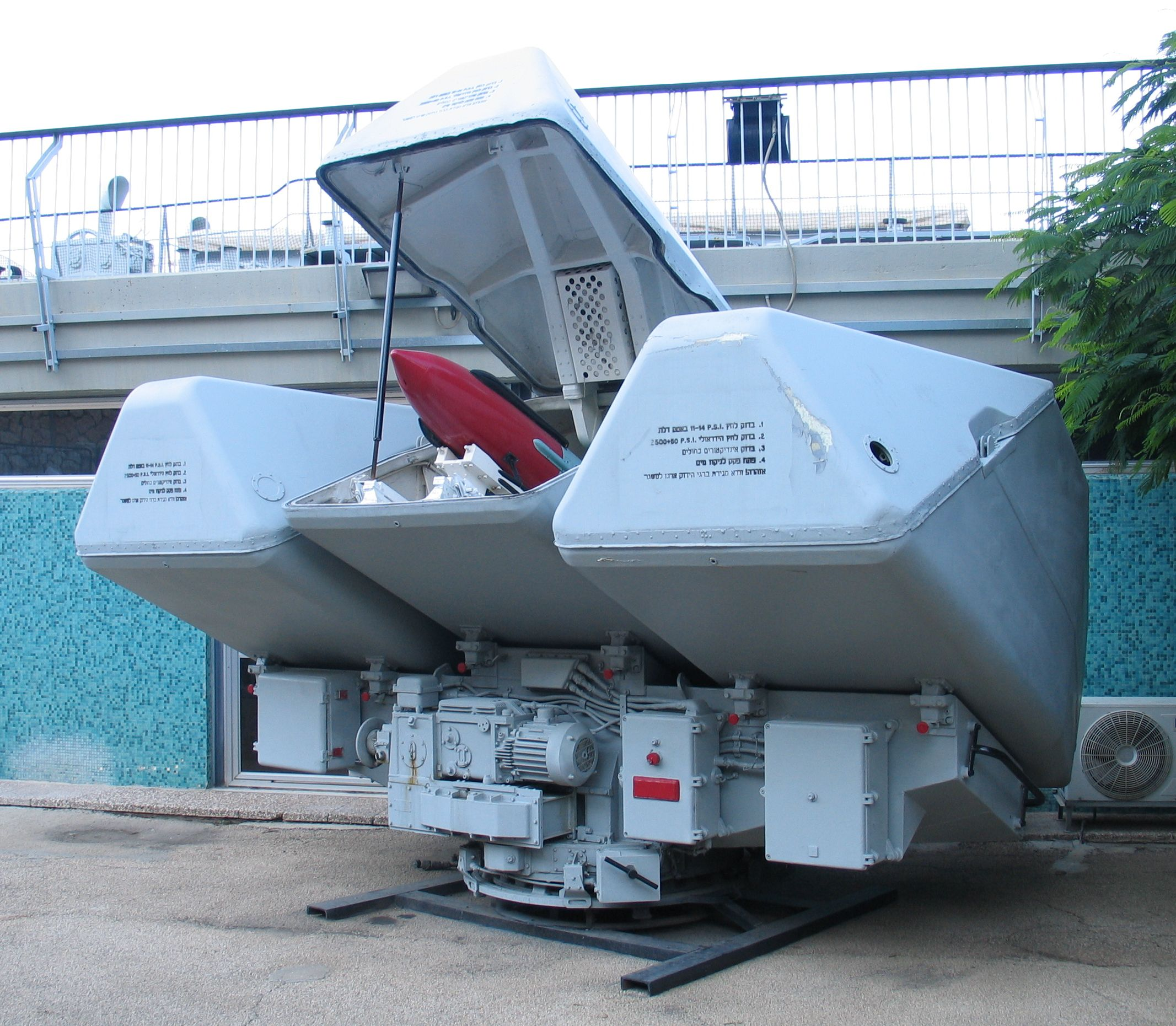
ガブリエル対艦ミサイル発射機
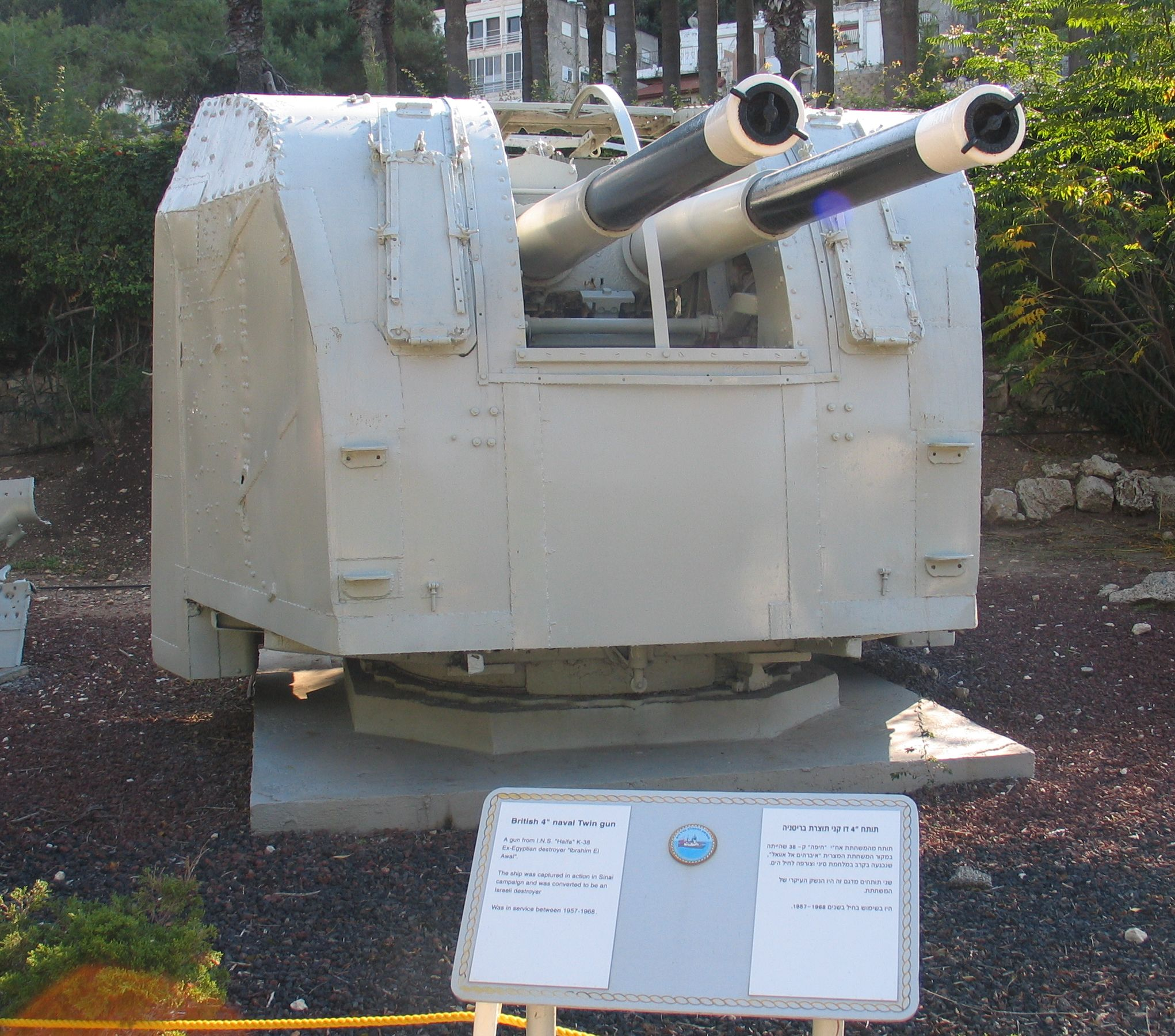
INS ハイファの2連装4インチ砲。
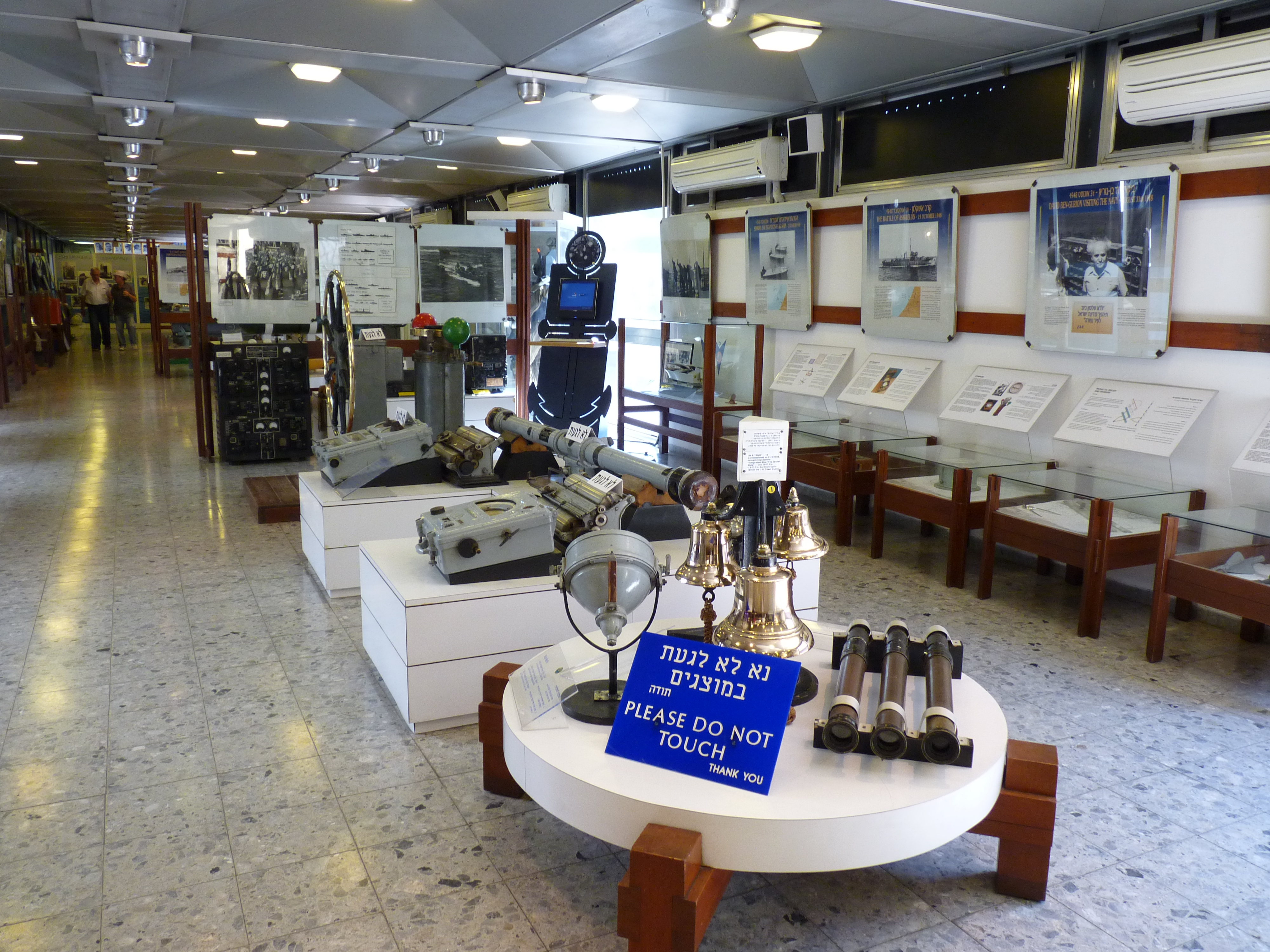
館内展示
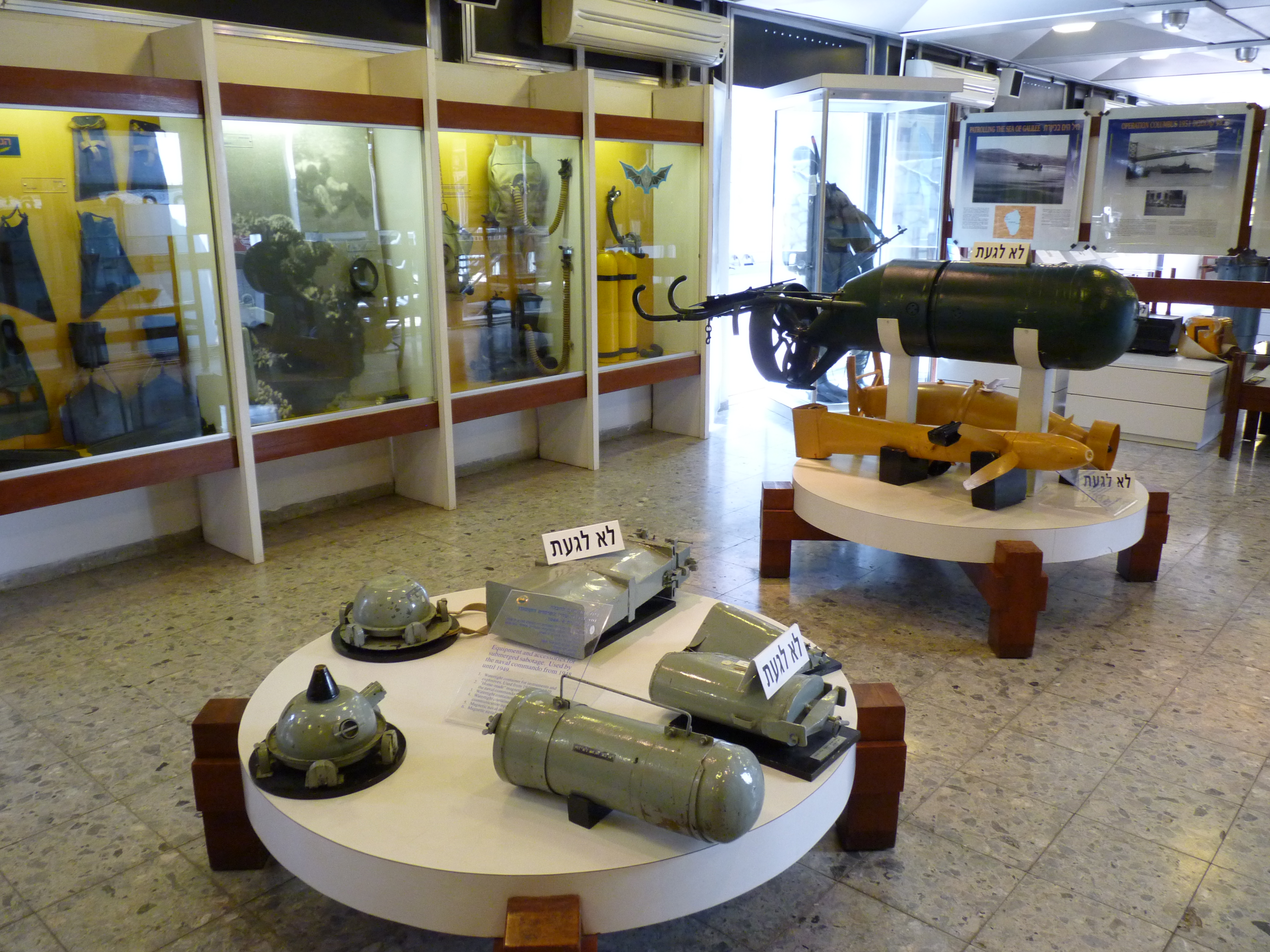
館内展示
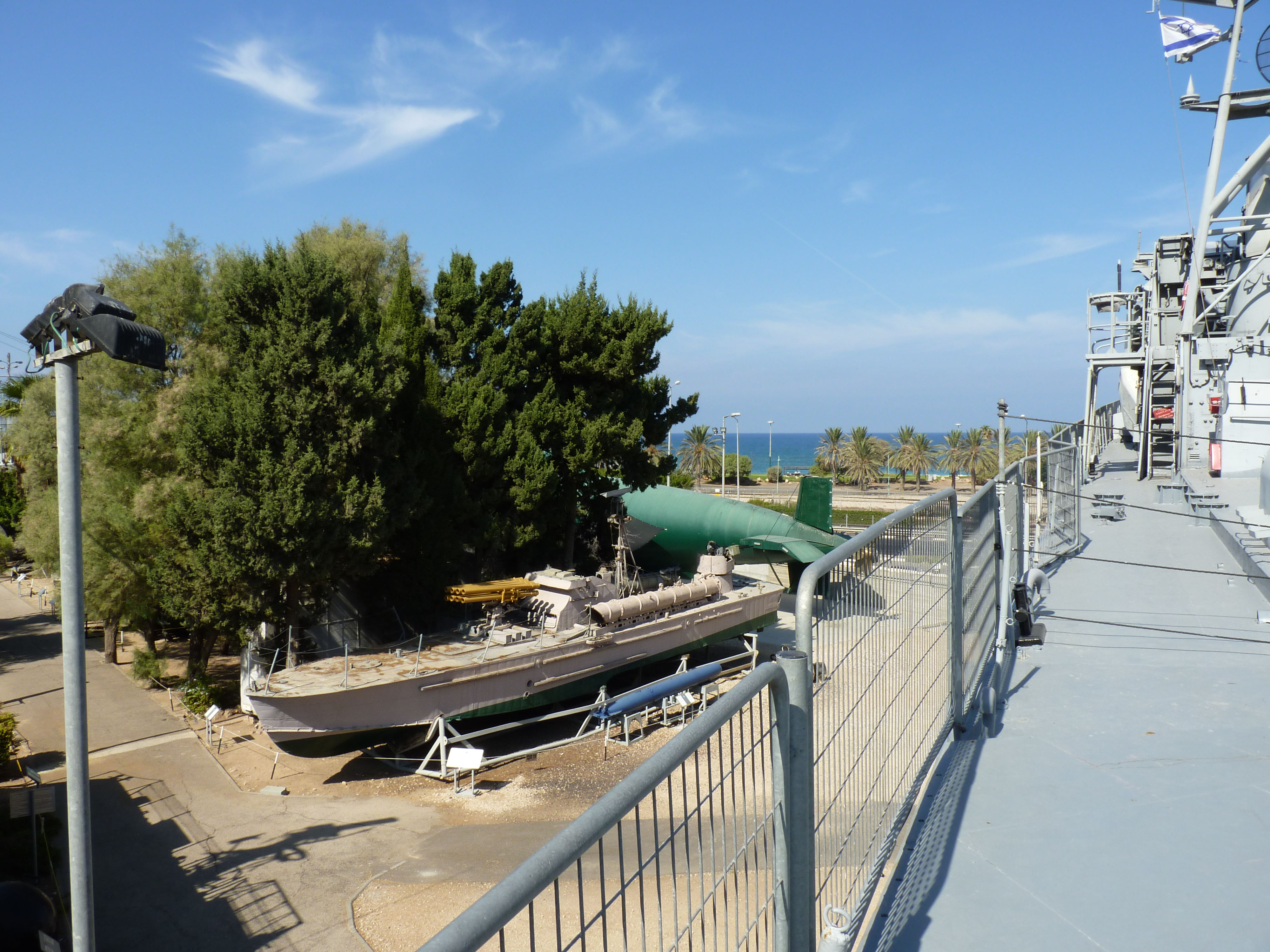
屋外展示
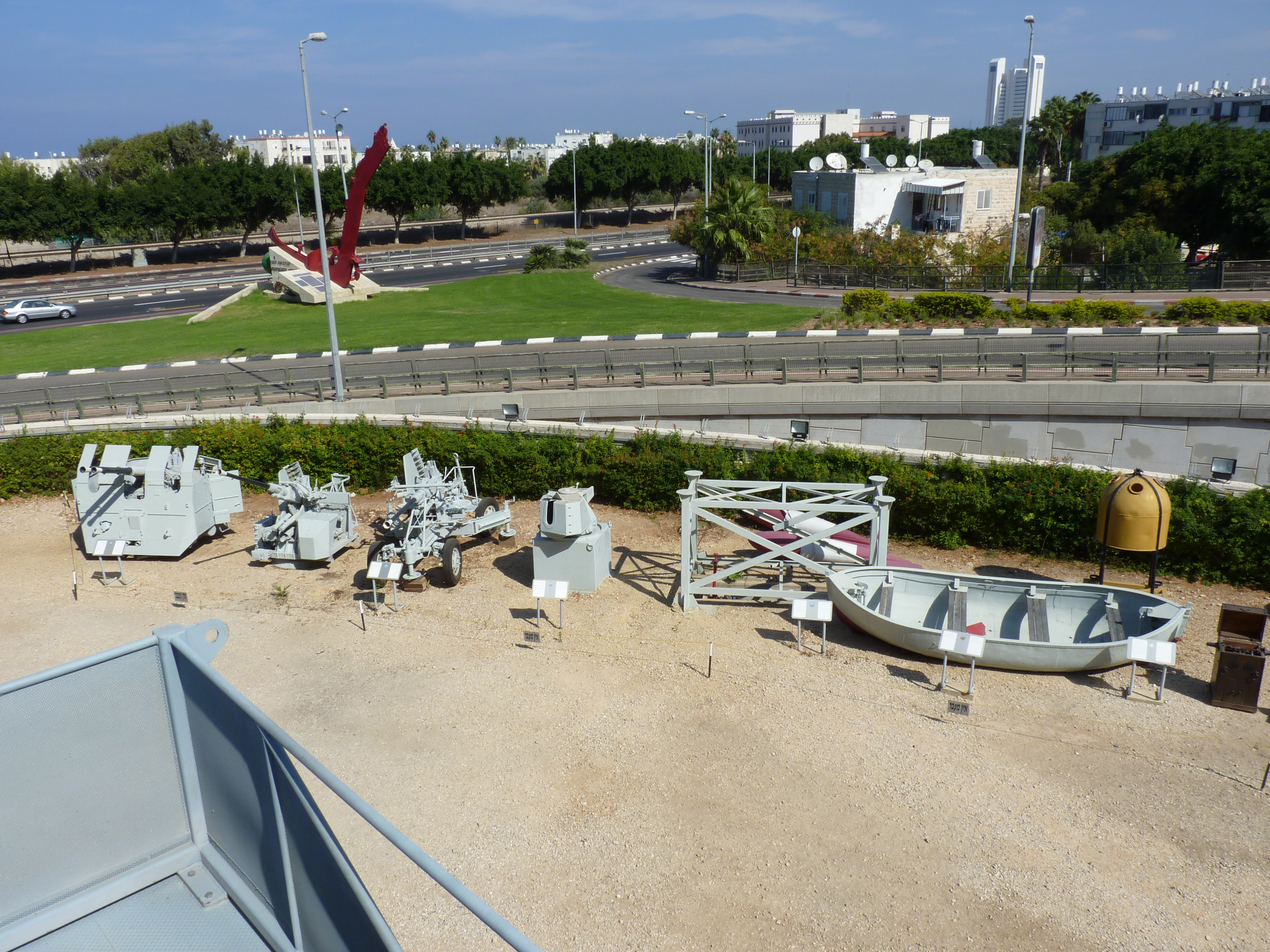
屋外展示